# Sam Nessim (réalisateur)
Bassam Nabil Mounir Habib (né le 5 août 1992 dans le Giza, en Égypte), est un acteur américain, scénariste et réalisateur connu pour Et maintenant, on va où ?, dont il a écrit le scénario, Messages de la Mer, et pour l'écriture chansons pour le duo français Brigitte.

## Vie personnelle
Selon la base de données Internet Movie, Habib est né de père égyptien et de mère franco-sicilienne. Il réside maintenant aux États-Unis. 

## Photographie
À partir de 2013, Nessim a été impliqué dans un projet de photographie à Knoxville, Tennessee.

## Filmographie
- 2011 : Et maintenant, on va où ?, de Nadine Labaki : scénariste
- 2010 : Messages de la Mer, de Daoud Abdel Sayed : David
- 2010 : L'ultimo gattopardo: Ritratto di Goffredo Lombardo, de Giuseppe Tornatore : lui-même
- 2008 : Elles et moi : Émile
- 2002 : Respiro, de Emanuele Crialese : La Mosca
- 1998 : Lick the Star, de Sofia Coppola : le garçon